# Gli sbandati
Gli sbandati è un film drammatico del 1955 diretto da Francesco Maselli, all'epoca 25enne. Venne presentato alla Mostra del Cinema di Venezia di quell'anno, dove ha ricevuto una menzione speciale.
È stato poi selezionato tra i 100 film italiani da salvare.

## Trama

Il bell'Andrea (Jean-Pierre Mocky)

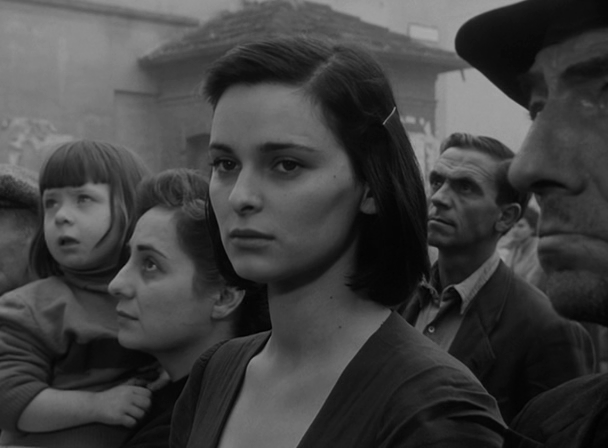
La giovane Lucia (Lucia Bosè)

Nell'estate del 1943 la contessa Luisa e suo figlio Andrea lasciano Milano per sfuggire ai bombardamenti e si ritirano nella loro villa di campagna, dove ospitano due coetanei di Andrea, il cugino Carlo, figlio di un gerarca fascista fuggito in Svizzera, e l'amico Ferruccio, figlio di un ufficiale dell'esercito impegnato in guerra.
I tre giovani passano così il tempo nel dolce far niente, prendendo il sole lungo il fiume, solo vagamente consapevoli del conflitto in corso, grazie alle trasmissioni di Radio Londra. Cominciano a prendere coscienza della gravità della situazione quando giungono degli sfollati dalla città e Andrea, per debolezza e non per solidarietà, è costretto ad accettare di ospitarne alcuni nella villa, con la contrarietà di sua madre.
Fra gli sfollati c'è la giovane operaia Lucia, di cui Andrea si innamora e grazie alla quale finalmente esce dal suo mondo dorato per affrontare la tragica realtà che li circonda e assumersi delle responsabilità. In assenza della madre, a cui è legato da un rapporto morboso e verso la quale è in completa soggezione, sembra maturare e, quando in paese giungono dei soldati italiani, fuggiti da un convoglio tedesco che li stava portando ai campi di lavoro, trova il coraggio di nasconderli nella villa, appoggiato da Carlo e Lucia. Ma Ferruccio racconta quanto sta succedendo alle vecchie autorità fasciste del paese, che informano i tedeschi.
Scoperta la delazione del ragazzo, i soldati fuggiaschi fuggono in camion verso le montagne. Lucia, Carlo e Andrea dovrebbero andare con loro, ma l'improvviso arrivo della contessa, accompagnata da un ufficiale tedesco, spegne tutta l'intraprendenza del giovane conte.  Andrea, posto di fronte ad un lacerante bivio, accetta codardamente di rimanere con la madre abbandonando i compagni al loro destino.
Quando tuttavia si allontana, al sicuro, in auto, Andrea vede i soldati tedeschi perquisire la villa e si pente immediatamente scoppiando a piangere, mentre intanto sente dei colpi di arma da fuoco e capisce, con disperazione, che il camion dei fuggiaschi è stato già raggiunto …

Jean-Pierre Mocky con la contessa Luisa, Isa Miranda

## Produzione
Ancora oggi Gli sbandati è considerato uno dei migliori film italiani sulla Seconda guerra mondiale, assieme ad altri grandissimi titoli come Germania anno zero ed il capolavoro Roma città aperta, entrambi diretti da Roberto Rossellini.

### Riprese
Le riprese del film si svolsero all'inizio del 1955, nel comune lombardo di Ripalta Guerina.

## Accoglienza

### Incassi
Fino al 31 marzo del 1959, il film guadagnò esattamente 87.196.722 lire.

### Critica
"Il film narra la storia di un gruppo di giovani borghesi durante l'occupazione tedesca in Italia, incerti se darsi alla lotta clandestina o accettare la situazione per non perdere i propri vantaggi. Il dramma è ben centrato ed ambientato con cura e acume su uno sfondo storico colto e rappresentato in immagini efficaci. Non mancano le pagine vigorose, come tutto il finale, ma vi si sente l'acerbità della visione storica, l'incertezza nel trattare il tema in profondità, un certo schematismo che raffredda le emozioni…" (Gianni Rondolino, per il Catalogo Bolaffi del cinema italiano, 1956/1965)
Invece Gian Luigi Rondi, per Il Tempo, il 29 maggio 1956 scrisse:
"Tre ragazzi di buona famiglia si sono ritirati durante la guerra in una villa della campagna milanese. Andrea, uno dei tre, è il padrone della villa. Vive lì con la madre, di cui subisce tutta l'autorità. Un giorno arriva un gruppo di sfollati e Andrea si innamora di Lucia, una ragazza di umili origini che fa parte del gruppo; quel sentimento, però, anche se ricambiato, è piuttosto tempestoso e si risolve, sulle prime, solo in equivoci e dissapori. Dopo l'armistizio, la mamma di Andrea torna a Milano e il ragazzo, rimasto solo in villa con gli amici, deve compiere il primo atto di responsabilità: quello di accettare o meno in casa sua alcuni soldati italiani evasi da un treno blindato tedesco."

## Riconoscimenti
- 1955 - Mostra internazionale del cinema di Venezia
  - Menzione speciale della Giuria Internazionale[6]

## Curiosità
- Nel film appare anche un giovanissimo Terence Hill, ancora accreditato con il suo vero nome: Mario Girotti.[7]

## Restauro
Nel 1998 il film è stato restaurato dall'Associazione Philip Morris Progetto Cinema, con la collaborazione della Fondazione Adriana Prolo - Museo Nazionale del Cinema e della Ripley's Film; questa copia è conservata al Museo nazionale del Cinema di Torino.
Il restauro è stato diretto da Giuseppe Rotunno.